# Something for the Pain
Something for the Pain è una canzone dei Bon Jovi, scritta da Jon Bon Jovi, Richie Sambora e Desmond Child. È stata estratta come secondo singolo dal sesto album in studio del gruppo, These Days, nel settembre del 1995. Negli Stati Uniti è stata pubblicata come doppio lato A insieme a Lie to Me, raggiungendo la posizione numero 76 della Billboard Hot 100. Altrove, si è posizionata all'ottavo posto nel Regno Unito.
Una breve sezione centrale della canzone vede Richie Sambora come voce solista; si tratta dell'unico brano registrato in studio dai Bon Jovi a presentare tale particolarità.

## Esibizioni dal vivo
La canzone fu regolarmente inserita in quasi tutte le scalette dei concerti del These Days Tour, ma come molte altre canzoni di quell'album, venne raramente riproposta dal gruppo nei tour successivi. Il brano ritornò a sorpresa come punto stabile nelle scalette del The Circle Tour nel 2010, venendo eseguito in forma acustica. Una performance dal vivo delle canzone è presente nell'album live One Wild Night Live 1985-2001.

## Video musicale
Il video musicale della canzone è stato diretto da Marty Callner e vede come protagonista un adolescente che entra in un negozio di dischi. Egli comincia ad ascoltare musica attraverso degli auricolari, quando sullo schermo vengono mostrati i Bon Jovi insieme (sotto lo stupore del ragazzo) ad altri artisti sconosciuti che cantano il brano in scenari differenti; si tratta in realtà di attori che interpretano caricature di Eddie Vedder, Snoop Dogg, Dr. Dre, Courtney Love e Scott Weiland. Il video si conclude con il ragazzo che prende una copia dell'album These Days.

## Tracce
CD promozionale
1. Something for the Pain (versione ridotta) – 3:57 (Jon Bon Jovi, Richie Sambora, Desmond Child)
2. Something for the Pain – 5:36 (Bon Jovi, Sambora, Child)

Versione statunitense
Doppio lato A
1. Something for the Pain (versione ridotta) – 3:57 (Bon Jovi, Sambora, Child)
2. Lie to Me – 5:36 (Bon Jovi, Sambora)

Versione britannica
1. Something for the Pain – 4:46 (Bon Jovi, Sambora, Child)
2. This Ain't a Love Song (Live) – 6:27 (Bon Jovi, Sambora, Child)
3. I Don' Like Mondays (Live feat. Bob Geldof) – 5:58 (Bob Geldof)
4. Livin' On a Prayer (Live) – 5:56 (Bon Jovi, Sambora, Child)

Versione tedesca
1. Something for the Pain – 4:46 (Bon Jovi, Sambora, Child)
2. This Ain't a Love Song (Live) – 6:27 (Bon Jovi, Sambora, Child)
3. You Give Love a Bad Name (Live) – 3:40 (Bon Jovi, Sambora, Child)
4. Wild in the Streets (Live) – 5:01 (Bon Jovi, Sambora, Child)

Le tracce dal vivo sono state registrate al Wembley Stadium di Londra, Inghilterra, nel giugno del 1995.

## Classifiche
| Classifica (1995) | Posizione massima |
| ----------------- | ----------------- |
| Australia         | 14                |
| Austria           | 36                |
| Belgio (Fiandre)  | 37                |
| Belgio (Vallonia) | 31                |
| Canada            | 15                |
| Europa            | 31                |
| Finlandia         | 4                 |
| Francia           | 41                |
| Germania          | 51                |
| Irlanda           | 8                 |
| Nuova Zelanda     | 16                |
| Paesi Bassi       | 14                |
| Regno Unito       | 8                 |
| Stati Uniti       | 76                |
| Stati Uniti (pop) | 39                |
| Svezia            | 33                |
| Svizzera          | 10                |

## Formazione
- Jon Bon Jovi - voce, chitarra
- Richie Sambora - chitarra solista, cori, voce
- David Bryan - tastiere, cori
- Tico Torres - batteria

### Altri musicisti
- Hugh McDonald - basso, cori
- Frank Marocco – fisarmonica